# Vegetables
«Vegetables» (в ранних версиях указана как  «Vega-Tables») — песня американской рок-группы The Beach Boys из альбома 1967 года Smiley Smile. Музыка песни была написана Брайаном Уилсоном, автором текста стал Ван Дайк Паркс. Изначально предназначавшаяся для незавершённого альбома Smile, песня была задумана Уилсоном как шуточная реклама органических продуктов. Другим источником вдохновения для песни послужил услышанная Уилсоном шутка о том, как марихуана приводит самого Уилсона и его друзей в «вегетативное» состояние.
«Vegetables» была одной из последних песен, записанных для альбома Smile, причем большинство первоначальных сессий проходили в апреле 1967 года. По некоторым данным, на записи песни присутствовал Пол Маккартни из The Beatles, однако несмотря на утверждения многих свидетелей, что он издавал звуки, напоминающие жевание сельдерея, на одной из апрельских сессий, исследователям не удалось обнаружить никаких звуковых свидетельств, которые бы подтвердили его присутствие на любой сохранившейся записи песни.
В феврале 1967 года Уилсон объявил, что выпустит песню «Vegetables» в качестве лид-сингла альбома Smile, что усугубило напряженные отношения с Парксом, который считал эту песню одной из слабейших работ их сотрудничества. Впоследствии Паркс перестал участвовать в проекте, и Smile был снят с производства. В июне песня «Vegetables» была в значительной степени перезаписана с аранжировкой, состоящей из вокальных партий группы, электрической бас-гитары, органа и пережёванных овощей, а также воздуха, надутого в бутылки с водой. Спустя несколько месяцев группа переработала одну из версий «Vegetables» в новую песню «Mama Says», которая была выпущена в качестве заключительного трека в альбоме 1967 года Wild Honey.
Уилсон перезаписал «Vegetables» с новой аранжировкой, приближенной к той, которую он изначально задумал для этой песни, для своего сольного альбома 2004 года Brian Wilson Presents Smile. Новые версии песни, приближенные к оригинальному варианту из альбома  Smile, были созданы для сборника 1993 года Good Vibrations: Thirty Years of the Beach Boys, а также для бокс-сета группы 2011 года The Smile Sessions.

## Предыстория и вдохновение
Песня «Vegetables» была написана Брайаном Уилсоном в 1966 году и впервые записана во время сессий к незавершённому альбому группы Smile. В основе песни лежала одержимость Уилсона своим здоровьем. В одной из статей 1967 года Уилсон сказал: "Я хочу приобщить людей к овощам, хорошей натуральной пище, органическим продуктам. Здоровье — важный элемент духовного просветления. Но я не хочу быть напыщенным, поэтому мы подойдём к данному вопросу с юмором". По словам Паркса, на создание песни Уилсона вдохновил калифорнийский телевангелист Кёртис Хау Спрингер, которым «Брайан очень сильно увлекался».
Колумнист журнала The Saturday Evening Post Джулс Сигел рассказал, как во время употребления марихуаны Уилсон и «группа потребления марихуаны The Beach Boys» во главе с Майклом Фоссе размышляли о том, что в их «вегетативном» состоянии невозможно добиться насилия, что вызвало смех и привело к дальнейшему обсуждению того, как быть овощем. По словам Сигела, именно эта встреча вдохновила Уилсона на написание песни.
Хотя неизвестно, было ли это правдой или нет, считается, что «Vega-Tables» — «земная» часть музыкальной сюиты «The Elements», которая задумывалась Брайаном для альбома Smile. Одна из иллюстраций, созданных для альбома, включала «Vega-Tables» как часть сюиты, «The Elements», однако предварительный трек-лист от декабря 1966 года указывал «The Elements» и «Vega-Tables» как отдельные песни. Написание названия как «Vega-Tables», возможно, было навеяно названием поп-группы Vejtables, которая выcтупала на разогреве концерта The Beach Boys 1 января 1966 года.

## Композиция и текст
«Vegetables» написана в тональности ми мажор. Основная аккордовая прогрессия — I-IV-I. Музыковед Филипп Ламберт отмечает эту прогрессию как повторяющийся элемент на протяжении всего альбома Smile; она используется также в других песнях альбома, таких как «Wind Chimes» и «The Elements: Fire».
Хотя основная тема песни была задумана Уилсоном, её текст написал его коллега по альбому Ван Дайк Паркс, который включил в песню игру слов, а также абсурдистские образы. В более ранней записи, которую иногда называется «Рог изобилия», есть дополнительный куплет, который впоследствии был отброшён из песни: «Споткнулся о рог изобилия, / Оборвал стебель зелёный, и я надеюсь, что ты / Любишь меня больше всех, / Мой любимый овощ».
В некоторых версиях «Vegetables» после куплетов присутствует дополнительная интерполированная секция с вокальными гармониями в стиле парикмахерского квартета, которая была исполнена группой Уилсона The Beach Boys. Слова секции звучат так: «Мама и папа говорят: много спи, много ешь / Расчищай их, как безумец / Много бегай, много делай / Никогда не ленись». Данная секция рассматривалась в качестве потенциального кандидата для включения в структуру песни «Heroes and Villains» под названиями «Do a Lot» или «Sleep a Lot» в январе 1967 года, ещё до записи остальной части «Vegetables».

## Иллюстрация

Иллюстрация к альбому Smile под названием «The Elements» / «My Vega-Tables» художника Холмс, Фрэнк Дж.

Художник Фрэнк Холмс, оформивший обложку альбома Smile, создал две иллюстрации, находясь под впечатлением от строчек песни: «The Elements» / «My Vega-Tables». Вместе с несколькими другими рисунками её планировалось включить в буклет, прилагавшийся к альбому. Холмс поделился кратким описанием своих дизайнерских решений в книге журналиста Доменика Приоре «Smile: The Story of Brian Wilson’s Lost Masterpiece». Холмс рассказал об иллюстрации следующее:
Это два отдельных мира, в которых могут соединиться две разные вещи. Эта идея была взята мной из азиатского искусства, из ранних ксилографий, где можно заглянуть внутри здания и посмотреть, что происходит в двух или трёх различных комнатах. Имея разные точки зрения, вы можете объединить несколько вещей, так что здесь есть интерьер и экстерьер, два отдельных мира. Это просто устройство для разделения графики, чтобы вы могли пощупать эти две вещи.

Блок, расположенные с левой стороны, должен был быть изображением водоёма, с теми маленькими черными штучками, которые вы прикрепляете к углам. Разумеется, всё это связано с элементами. О-ВО-Щ - это разделенное слово, поэтому я изобразил буквы О-ВО-Щ, которые расположены на столешницах, таким образом объединив два разных образа. Интерьер у меня получился в стиле сёрфинга, с солнцем и природой, а также птицами, парящими в небе. Ещё есть изображение улыбающегося человека; вероятно, она принадлежит Брайану. Также здесь присутствуют растущие овощи, вода, текущая из молнии, и краны, которые вырастают из облаков, и следовательно, капают водой на растения. Да, и конечно, электрическая розетка. Без электричества никуда.

## Сессии записи кSmile

### Сессии в период с октября 1966 года по январь 1967 года
The Beach Boys записали самую рудиментарную версию песни «Vegetables», демо—версию с другим текстом и другой вокальной аранжировкой, примерно 17 октября 1966 года. Несмотря на предположения архивиста группы Крейга Словински о том, что сессия могла состояться в этот день, точная дата по-прежнему остаётся неизвестной. Эта демо-версия включала в себя неиспользованный куплет c «рогом изобилия».
4 ноября Уилсон снял сессию, посвящённую запечатлению «юмористической» ситуации с участием себя, Паркса, Дэнни Хаттона, Фоссе и человека по имени Боб. В конце упражнения группа играет ритмичный рисунок на бонго, припевая «Где моя свёкла и морковь» и «У меня есть большой мешок овощей». 16 ноября Уилсон провел еще одну юмористическую сессию, на этот раз посвященную записи шуточных разногласий между Фоссе и сессионным барабанщиком Хэлом Блейном. Последний играет роль человека, разгневанного на Восса за вторжение в его сад. Позже между Блейном, Воссом и Уилсоном завязывается серьезный разговор о планетарном выравнивании. Уилсон завершает сессию собственным шуточным разногласием с Блейном. Бэдман пишет: «В какой-то момент появилось предположение, что эти записи чудесным образом перевоплотились собственно в песню «Vegetables».
Первая полноценная сессия, отведённая записи какой-либо части «Vegetables», состоялась 3 января 1967 года. К тому времени часть песни была оформлена в качестве раздела песни «Heroes and Villains» и записана под названием «Do a Lot». Материал, записанный в этот день, не стал частью готовой песни. Во время сессии слышно, как Уилсон говорит своим коллегам по группе перед дублем: "Если взаимодействия больше не предвидится, то я ухожу, я серьёзно. Нам лучше стоит вернуться в строй, понимаете?".

### Сессии в период с марта по апрель 1967 года

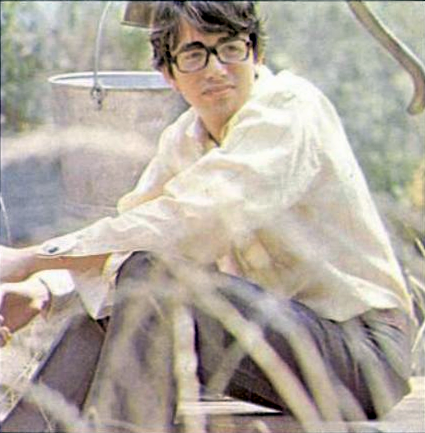
Текстовик альбома Smile Паркс, Ван Дайк покинул проект после записи песни «Vega-Tables»

В феврале 1967 года Уилсон объявил, что «Vega-Tables» станет лид-синглом альбома Smile. В это время The Beach Boys ввязались в судебный процесс против Capitol, и, чтобы высмеять звукозаписывающую компанию, Уилсон устроил шуточное продвижение «Vega-Tables», устроив фотосессию на фермерском рынке Лос-Анджелеса, где он позировал перед киоском с фруктами и овощами. Это место находилось на пересечении Фэрфакс-авеню и 3-й улицы, всего в нескольких шагах от того места, где впоследствии был открыт магазин здорового питания Radiant Radish, принадлежавший Уилсону.
По словам Дэвида Андерле, бывшего главы лейбла Brother Records, творческие разногласия между Парксом и Уилсоном обострились в феврале. Паркс был против того, чтобы песня стала лид-синглом альбома, поясняя: «[Я не хочу, чтобы] на Vega-Tables был бы слишком большой акцент. Мне кажется, было крайне неразумным, чтобы от коммерческого релиза «Vega-Tables» в качестве сингла зависел бы весь альбом, от кого бы данная иницаитива ни возникла».
2 марта, после сессии к «Heroes and Villains», их сотрудничество было на время прекращено. На следующий день была проведена сессия с записью вокальных партий к «Vega-Tables», но дальнейшие сессии, назначенные на 28 и 30 марта, были отменены. Паркс вернулся в проект после 31 марта.
Группа провела не менее восьми студийных дней, записывая «Vega-Tables», прежде чем отправиться в гастрольный тур по США 14 апреля. Последний раз Паркс участвовал в сессиях альбома на записи «Vega-Tables» от 14 апреля, после чего он отказался от дальнейшего участия в проекте. В свою очередь Уилсон взял четырёхнедельный перерыв от работы в студии. 29 апреля публицист группы Дерек Тейлор сообщил, что сингл «Vegetables», вместе с «Wonderful» на обратной стороне сингла, в скором времени будет выпущен. Он описал её как «легкую и лиричную, растительно-бакалейную песню, в которой Алан Джардин исполняет самую энергичную вокальную партию».

### Визит Пола Маккартни
Во время сессии записи вокальных партий, состоявшейся 10 апреля в студии Sound Recorders, где также шла работа над песнями «Wonderful» и «Child Is Father of the Man», к группе The Beach Boys на несколько часов присоединился Пол Маккартни из The Beatles. На вопрос о своём участии в интервью 2001 года Маккартни ответил, что ничего не помнит об этой сессии, на которой он, как говорят, ел овощи. В 2016 году в колонке вопросов и ответов на своём сайте он привёл конкретные воспоминания:
Я пришёл в студию, потому что они меня пригласили. Я просто подумал, что было бы забавно посидеть и посмотреть, как они там записываются, потому что я их большущий поклонник. Так что я был в студии, а потом, кажется, Брайан подошёл ко мне и сказал: «Ах да, Пол, я хочу спросить тебя: не хотел бы ты записать что-нибудь?». Я подумал: "Ой, нет! Но здорово, я мог бы это сделать!" О Боже, я буду петь на пластинке The Beach Boys или что-то в этом роде, понимаете? Я немного перепугался и подумал: «Ладно, ничего не выйдет». А они сказали: «Ну, что мы хотим от тебя, так это пойти туда и просто поесть!» [...] Ну, я могу это сделать! Так что, если вы услышите, что кто-то хрустит сельдереем, то это я!
Алан Джардин рассказывал: "Я помню, как достаточно долго ждал между дублями, чтобы перейти к следующей части или куплету. Брайану [показалось, что] трек с сессии был потерян. Пол выходил на связь и говорил что-то вроде «Хороший дубль, Эл»". Тогдашняя жена Уилсона Мэрилин вспоминала: "Брайан достал свежие овощи, для настроения. Он посыпал солью весь консольный стол возле микшерного пульта и начал макать сельдерей в соль и грызть его. Пол последовал его примеру, взял сельдерей и сделал то же самое. Смотреть на это было бесценно".
Неизвестно, сохранилась ли какая-либо запись выступления Маккартни, поскольку его присутствие невозможно подтвердить на существующих записях с сессий к песне. Крейг Словински, смонтировавший сессионографию, вошедшую в бокс-сет группы The Smile Sessions, сказал: «Я был готов приписать сэру Полу «жевание овощей» [...], но так как не была обнаружена ни одна запись с его голосом или упоминание о нём, то мы решили, что лучше я не буду этого делать. Слишком сложно утверждать, что какие-либо «овощные» звуки с его стороны оставались на пленке на последних этапах производства". Со-продюсер бокс-сета Марк Линетт сказал: "Если только Пол не ведет себя очень тихо, нет никаких доказательств того, что он участвует в этом. А по поводу записи этого конкретного трека происходят достаточно бурные обсуждения".
После сессии к песне «Vega-Tables» Маккартни исполнил свою песню «She's Leaving Home» на фортепиано для Уилсона и его жены. Уилсон сказал: «Мы оба просто плакали. Звучало очень краисво». В свою очередь, он исполнил «Wonderful» на фортепиано для Маккартни. Роуди группы The Beatles Мэл Эванс писал о том, как он пел традиционную песню «On Top of Old Smokey» с Маккартни и Уилсоном, но вместе с тем он не был впечатлен авангардным отношением Уилсона к музыке: «Брайан потом испортил спонтанность всей затеи, войдя с подносом наполненных водой стаканов и пытаясь организовать это в некое подобие сессии».  В интервью, данном в январе 1968 года, Уилсон сказал об эпизоде с Маккартни: "Он был немного напряженным, и мы, похоже, не нашли общих точек. Это не было похоже на поток. [...] Мало что прошло гладко".

## Сессии записи кSmiley Smile
5 мая 1967 года появились сообщения, что альбом Smile был снят с производства. Начиная с 3 июня, по частям была записана новая версия «Vega-Tables» для альбома группы Smiley Smile, где она получила новое название «Vegetables» и переработана в песню у костра. За исключением коды (записанной в апреле 1967 года) трек был полностью переделан с самого начала. На данной записи Уилсон сыграл на бас-гитаре, а также наложил новые партии органа на трек финальной части песни.
По словам Алана Джардина, «я помню, как сказал Брайану: "Мы должны сделать здесь кое-что другое". Какого чёрта, было четыре утра. Я наполнил несколько бутылок водой, настроил их на тональность песни и вдул в бутылки воздух. То, что вы слышите, по звучанию напоминает старый орган». Моно-версия «Vegetables» была смикширована 3 июня 1967 года. Сессия для песни «You're with Me Tonight», состоявшаяся 6 июня, была зарегистрирована как сессия к «Vega-Tables».

## Релиз и критика
«Vegetables» была выпущена 18 сентября 1967 года в качестве второй песни альбома Smiley Smile. Melody Maker отметил, что «Vegetables» относится к числу «детских и бессмысленных» песен, которые превратили альбом Smiley Smile в «трагедию». Более положительная рецензия в Record Mirror содержала похвалы в сторону вокальных партий и предположила, что песня может быть выпущена группой в будущем в качестве сингла.
Музыкальный критик Ричи Унтербергер описал её как пример «сдержанной психоделической странности», присутствующей на протяжении всего альбома Smiley Smile. Ламберт писал, что песня возвестила о «радикально новом художественном чувстве» группы по сравнению с Pet Sounds и Smile. Рецензируя песню на сайте AllMusic, Мэтью Гринвальд назвал её «отличным примером сотрудничества Брайана Уилсона и Ван Дайка Паркса в области комедии и психоделических причуд», а также особо отметил её в качестве одной из самых странных песен в истории группы. Биограф группы Дэвид Лиф посчитал, что песня ознаменовывает новый этап в развитии Уилсона как музыканта, написав:
Люди, в первый раз услышавшие этот альбом в 1967 году, вспоминают, что начальные четыре такта «Vegetables» стали первым признаком того, что Брайан отказался от гонки за звание величайшего продюсера в рок-музыке. С повторяющимися партиями бас-гитары и кувшином (наливающим сок в качестве аудиоэффекта), «Vegetables» в своём виде ознаменовала конец правления Брайана Уилсона в качестве «вожака студийной стаи». Однако другие посчитали, что данный трек представляет собой начало минималистского периода Брайана, поразившись сухим, триповым вокалом версии Smiley Smile, производством и невероятными мелодиями... чувствуя, что снова, как и в Pet Sounds, Брайан открывает новую территорию.
Сотрудники британского журнала Mojo включили версию песни в альбоме Smiley Smile была в список лучших песен группы The Beach Boys на 47-ю позицию, назвав её «очаровательно глупой», а также похвалив вокальные гармонии группы и «отстранённую» аранжировку. В 2015 году французское издание журнала Rolling Stone поставило «Vegetables» на 38-ю позицию в списке величайших песен The Beach Boys.

## «Mama Says»
В 1967 году «Vegetables» была переделана в последний раз в качестве заключительного трека под новым названием «Mama Says» в альбоме Wild Honey 1967 года. Эта версия включала в себя перезапись неиспользованного модуля песни под названием «Do or Lot» или «Sleep a Lot». Это был первый случай, когда трек, тематически связанный с Smile, был использован в качестве закрывающего трека для поздних альбомов The Beach Boys. Эта практика впоследствии была повторена с несколькими другими песнями: «Cabinessence» на 20/20 (1969), «Cool, Cool Water» в Sunflower (1970) и «Surf’s Up» на Surf’s Up (1971).
Паркс не был упомянут в качестве со-автора песни; вместо него в качестве единственного со-автора песни указан Майк Лав. В мемуарах Уилсона 2016 года под названием I Am Brian Wilson данный пример указывает на сомнительные, по его мнению, авторских заслуг Лава, однако в книге не раскрывается причина, по которой Уилсон сам не указал Паркса в качестве со-автора песни.

## Альтернативные версии
- В 1993 году составная версия песни с сессий к альбому Smile, впервые была официально издана под оригинальным названием «Vega-Tables» вместе с другими материалами из альбома на бокс-сете The Beach Boys Good Vibrations[11].
- В 2001 году некоторые записи, связанные с этой песней, были выпущены на сборнике раритетных записей группы под названием Hawthorne, CA[англ.][10].
- Большее количество композитных версий песни было представлено на бокс-сете группы 2011 года The Smile Sessions.
- В 2013 году на сборнике Made in California[англ.] было выпущено концертное исполнение песни 1993 года, на котором Карл Уилсон и Алан Джардин исполняют вокальную партию вместе.

## Кавер-версии
- Поп-дуэт Jan and Dean (под общим именем Laughing Gravy) выпустил свою версию на сингле, выпущенном в 1967 году; также данная версия была выпущена в альбомах Jan & Dean Anthology Album и Gotta Take That One Last Ride 1971 и 1974 годов соответственно. Версия в альбоме Gotta Take That One Last Ride включает в себя дополнительные наложенные друг на друга инструментальные и вокальные партии, сделанные Брайаном Уилсоном вместе с поп-группой American Spring[англ.] в 1973 году.
- 1991 – Sink, «Vega-Tables»
- 2001 – «Receptacle for the Respectable» из альбома валлийской рок-группы Super Furry Animals 2001 года Rings Around the World[англ.]. Также на этой записи присутствует Пол Маккартни, жующий сельдерей вместе с морковью[45].

## Персонал
Вся информация в данном разделе взята из примечаний внутри буклета к бокс-сету The Smile Sessions, которые включают в себя сессионографию, составленную архивариусом группы Крейгом Словински и писателем Китом Бэдманом.

### Версия на бокс-сетеThe Smile Sessions
The Beach Boys:
- Алан Джардин – лид-вокал[англ.], гармонии[англ.] и бэк-вокал; перкуссия и звуковые эффекты; жевание овощей, свист (непотверждённый кредит)
- Майк Лав – бэк-вокал и гармонии, смех, жевание овощей
- Брайан Уилсон – бэк-вокал и гармонии, смех, фортепиано, перкуссия и звуковые эффекты, жевание овощей, электронный клавесин, свист (непотверждённый кредит)
- Карл Уилсон – бэк-вокал и гармонии, смех, перкуссия и звуковые эффекты, жевание овощей, бас-гитара фирмы Fender, укулеле
- Деннис Уилсон – бэк-вокал и гармонии, смех, перкуссия и звуковые эффекты, жевание овощей, барабаны, ксилофон

Сессионные музыканты:
- Арнольд Бельник – скрипка
- Самуэль Богоссян – альт
- Чак Бергхофер[англ.] – контрабас
- Джозеф ДиФиоре - альт
- Джозеф ДиТуллио - виолончель
- Джим Гордон - хай-хэт, кастаньеты, чашки
- Рэймонд Келли - виолончель
- Уильям Кураш - скрипка
- Ник Пеллико - вибрафон
- Билл Питман[англ.] - тенор-укулеле[англ.] (также бас-гитара фирмы Danelectro[англ.] на ранних дублях)
- Рэй Польман - бас-гитара фирмы Fender (затухание)
- Лайл Ритц[англ.] - контрабас (затухание)

## Комментарии
1. ↑  Доводы схожи с теми, что звучали по отношению к одной из поздних песен группы The Beach Boys "T M Song[англ.]" из альбома 1976 года 15 Big Ones (1976).